# کامسار گریگوریان
کامسار نرسسی گریگوریان، تر-گریگوریان (ارمنی: Կամսար Ներսեսի Գրիգորյան, Տեր-Գրիգորյան؛  زادهٔ ۱ آوریل ۱۹۱۱ - درگذشته ۱۶ ژوئن ۲۰۰۴) نویسنده، تاریخ‌نگار ادبی و استاد اهل ارمنستان بود.

## زندگی‌نامه
وی در ۱۴ آوریل [سبک قدیمی: ۱ آوریل] ۱۹۱۱ در گاندزا به دنیا آمد و از دانشگاه دولتی علوم پرورشی خاچاطور آبوویان ارمنستان (۱۹۳۱)  فارغ‌التحصیل گشت. وی عضو اتحادیه نویسندگان اتحاد شوروی بود وی در خانه پوشکین، دانشگاه دولتی سن پترزبورگ و کتابخانه ملی روسیه فعالیت می‌کرد. همچنین برندهٔ جوایزی همچون نشان ستاره سرخ، نشان جنگ میهنی (درجه دو)، نشان دوستی خلق (۱۹۸۱)، مدال به خاطر پیروزی مقابل آلمان در جنگ بزرگ میهنی (۱۹۴۵–۱۹۴۱)، مدال شجاعت کار، مدال دفاع از لنینگراد مدال به خاطر پیروزی مقابل ژاپن شده است. وی در ۱۶ ژوئن ۲۰۰۴ در سن ۹۳ سالگی در سن پترزبورگ درگذشت.

## یادداشت
1. ↑  բանասիրական գիտությունների դոկտոր